# Piero Redaelli
Piero Redaelli (Milano, 18 aprile 1898 – Forio, 25 ottobre 1955) è stato un anatomista e patologo italiano.

## Biografia
Nacque a Milano il 18 aprile 1898 da Alessandro Redaelli e Teresa Piccinini. All'età di 17 anni si arruolò nel Regio Esercito durante la prima guerra mondiale come tenente di fanteria e raggiunse il grado di maggiore medico di complemento in congedo, venendo decorato con la croce al merito di guerra.
Nel 1922 si laureò in medicina e chirurgia presso l'Università degli Studi di Pavia, dove fu allievo, e dopo la laurea assistente e aiuto, di Achille Monti. Ottenne la libera docenza in anatomia patologica nel 1926 mentre nel 1930 fu incaricato di insegnare sempre anatomia patologica presso l'Università degli Studi di Catania, dove ottenne la cattedra nel 1931 e dove divenne ordinario nel 1934. Passò all'Università di Pavia nel 1935 succedendo a Monti e poi, in seguito alla morte di Mario Chiovenda nel 1943, passò all'Università degli Studi di Milano. Durante il suo incarico pavese si occupò di epatologiae micologia, collaborando col botanico Raffaele Ciferri mentre a Catania si occupò di un argomento particolarmente rilevante per l'epoca: la leishmaniosi.
Dopo l'armistizio di Cassibile partecipò alla guerra di liberazione italiana comandando alcune formazioni di Giustizia e Libertà nel bergamasco; promosse inoltre l'attività clandestina dell'Associazione Professori e Assistenti Universitari (APAU) e del Comitato di Liberazione Nazionale dei Professori e Assistenti Universitari (CLNAPAU). Alcune testimonianze di dubbia attendibilità, tra cui quella di Pier Gildo Bianchi, lo danno presente all'autopsia del cadavere di Benito Mussolini, avvenuta il 30 aprile 1945.
Nel secondo dopoguerra fu esponente del Partito d'Azione e ricoprì diverse cariche in ambito assistenziale-sanitario all'interno di svariate istituzioni tra cui la Croce rossa italiana, il Centro regionale di educazione igienico-sanitaria del popolo, l'Istituto vaccinogeno antitubercolare, la Lega italiana contro i tumori e l'Istituto sieroterapico Serafino Belfanti.

## Opere
- Epatiti parenchimatose e epatiti interstiziali croniche, Pavia, 1926.
- Tecnica micologica medica, Bologna, 1931.
- Ricerche e studi sulla leishmaniosi viscerale del Mediterraneo, Catania, 1933.
- Le granulomatosi fungine dell'uomo nelle zone tropicali e subtropicali, Firenze, 1942.